# Macropodia
Genre
Macropodia est un genre de crabes appartenant à la famille Inachidae (groupe de crabes dits « crabes-araignées »). 

## Espèces comprises dans ce genre
Selon la base de données WoRMS (état 2011), ce genre contient les espèces suivantes :
- Macropodia cirripilus Kensley, 1980
- Macropodia czernjawskii (Brandt, 1880)
- Macropodia deflexa Forest, 1978
- Macropodia doracis Manning & Holthuis, 1981
- Macropodia falcifera (Stimpson, 1857)
- Macropodia formosa Rathbun, 1911
- Macropodia gilsoni (Capart, 1951)
- Macropodia hesperiae Manning & Holthuis, 1981
- Macropodia intermedia Bouvier, 1940
- Macropodia linaresi Forest & Zariquiey Alvarez, 1964
- Macropodia longicornis A. Milne-Edwards & Bouvier, 1899
- Macropodia longipes (A. Milne-Edwards & Bouvier, 1899)
- Macropodia longirostris (Fabricius, 1775)
- Macropodia macrocheles (A. Milne-Edwards & Bouvier, 1898)
- Macropodia parva Van Noort & Adema, 1985
- Macropodia rostrata (Linnaeus, 1761)
- Macropodia spinulosa (Miers, 1881)
- Macropodia straeleni Capart, 1951
- Macropodia tenuirostris (Leach, 1814)
- Macropodia trigonus Richer de Forges, 1993

## En Europe (répartition, espèces)
Selon Forest et ses collègues ayant travaillé à la mise à jour de ce genre avec une publication de 1964 pour la Méditerranée et en 1978 pour l'Atlantique, sur la base d'étude d'échantillons provenant de nombreux secteurs côtiers d'Europe quatre espèces vivent en Atlantique : 
1. Macropodia rostrata ;
2. Macropodia linaresi ;
3. Macropodia tenuirostris Leach, dont on connait au moins deux  formes (autrefois traitées comme deux espèces distinctes, puis considérées comme des sous-espèces :
- Macropodia tenuirostris tenuirostris qui vit uniquement en zone atlantiques sur le plateau continental jusqu'à au moins 100 m de fond, et 
- Macropodia tenuirostris longipes  A. Milne Edwards (trouvé sur le plateau continental du nord Est de l'Atlantique et également en Méditerranée, mais généralement dans ces deux cas à des profondeurs plus importantes (souvent à plus de 100 m de fond) ;
4. Macropodia deflexa sp. nov. (autrefois aussi dénommé Macropodia tenuirostris considéré à tort comme une espèce exclusivement  méditerranéenne.

Alors qu'en Méditerranée seules deux de ces espèces sont trouvées (et qui n'y ont été identifiées que récemment, puisqu'en 1940, E.L. Bouvier dans son volume  « décapodes marcheurs » de sa Faune de France ne comprenait officiellement pour les mers européennes que 4 espèces, toutes atlantiques : 
1. Macropodia rostrata
2. Macropodia linaresi

Elles ne diffèrent d'ailleurs des espèces atlantiques que par quelques détails phénotypiques. 